# Hieronim Kryszpin-Kirszensztein
Hieronim Krzysztof Kryszpin-Kirszensztein herbu Kryszpin (ur. 1622, zm. 1683) – podskarbi wielki litewski w latach 1663–1676, kuchmistrz wielki litewski w 1658 roku, marszałek kowieński w 1655 roku, ciwun pojurski w latach 1639–1666, dworzanin pokojowy Jego Królewskiej Mości.

## Rodzina
Syn Krzysztofa, dworzanina królewskiego i Anny z Szemiotów – córki Wacława Szemiota, podkomorzego żmudzkiego, kasztelana połockiego i smoleńskiego, i Elżbiety z Chodkiewiczów.
Ożenił się z Anną Młocką, córką rotmistrza i starosty orszańskiego Andrzeja Młockiego i Krystyny z ks. Massalskich. Wraz z żoną odbudował i uposażył kościół w Świsłoczy. Z małżeństwa urodziło się sześć córek i pięciu synów: Z nich do szczególnego znaczenia doszli: Andrzej Kazimierz (zm. 1704) wojewoda witebski, Jan Hieronim (1654-1708), biskup żmudzki, Marcin Michał (zm. 1700), kasztelan trocki. Natomiast z córek:
- Barbara poślubiła Aleksandra Wołłowicza, starostę plotelskiego, a następnie Stanisława Konopackiego (zm. 1709), kasztelana chełmińskiego (matka Ludwiki Konopackiej za Jakubem Zboińskim i Teofili Konopackiej za Ignacym Czapskim)[3];
- Apolonia poślubiła syna Krzysztofa Kieżgajło Zawiszy, starostę brasławskiego Jana Kieżgajło-Zawiszę (matka Anny Kieżgajło-Zawiszy I v. za Czerniewskim IIv. za Piotrem Stanisławem hr. Tarnowskim IIIv. za Krzysztofem Benedyktem Niemirowiczem-Szczyttem, kasztelanem smoleńskim)[4];
- Krystyna poślubiła Jana Denhoffa, kasztelana witebskiego[2];
- Elżbieta Iv. za Wojciechem Opackim, podkomorzym warszawskim, IIv. za Władysławem Łosiem, wojewodą malborskim (matka Konstancji Łoś – żony hetmana Feliksa Kazimierza Potockiego)[5][2].

## Pełnione urzędy
Początkowo dworzanin królewski i ciwun pojurski 1648. Mianowany marszałkiem kowieńskim 1658 oraz kuchmistrzem wielkim litewskim.
Urząd podskarbiego wielkiego litewskiego sprawował w latach (1663-1676). Zrezygnował z tego urzędu.
Wierny poddany Króla Jana II Kazimierza Wazy. W czasie najazdu szwedzkiego więziony, a jego majątek został skonfiskowany.
W 1648 roku podpisał elekcję Jana II Kazimierza Wazy z Księstwa Żmudzkiego.
Poseł na sejm 1653 roku.
Był uczestnikiem antyszwedzkiej konfederacji powiatów: wiłkomierskiego, kowieńskiego i upickiego podczas pospolitego ruszenia w Kiejdanach 16 grudnia 1656 roku. Poseł sejmiku rosienskiego na sejm 1659 roku. Poseł Księstwa Żmudzkiego na sejm 1661 roku. Na sejmie 1661 roku wyznaczony z Koła Poselskiego komisarzem do zapłaty wojsku Wielkiego Księstwa Litewskiego.
Na sejmie 1667 roku wyznaczony z Senatu komisarzem do zapłaty wojsku Wielkiego Księstwa Litewskiego. Na sejmie abdykacyjnym 16 września 1668 roku podpisał akt potwierdzający abdykację Jana II Kazimierza Wazy. Był członkiem konfederacji generalnej zawiązanej 5 listopada 1668 roku na sejmie konwokacyjnym. Był elektorem Michała Korybuta Wiśniowieckiego w 1669 roku z Księstwa Żmudzkiego, podpisał jego pacta conventa. Był członkiem konfederacji generalnej zawiązanej 15 stycznia 1674 roku na sejmie konwokacyjnym.